# ホオズキカメムシ
ホオズキカメムシ Acanthocoris sordidus (Thunberg) は、ヘリカメムシ科のカメムシの1種。名前の通りにホオズキを含むナス科植物などの害虫として知られる。縄張り行動などの研究でも知られている。ホオズキヘリカメムシとも。

## 概説
地味な褐色のカメムシであるが、形はオオヘリカメムシなどの流れをくむ厳つい姿である。前胸の両肩が怒り肩で、後肢が雄では太くなっている。名前の通り、ホオズキを食害するほかにナスやトマトなどナス科、サツマイモなどのヒルガオ科の植物など、多くの作物に害を与える農業害虫である。
他方、集団を作って生活し、その中で雄がハレムを形成し、互いに争い合うなどの興味深い行動も知られており、それに関する研究対象としても知られる。

### 名前について
本種の和名は当然ながらホオズキに付くカメムシの意味である。ところが、このホオズキの語源が本種である可能性が示唆されている。というのは、ホウがカメムシを意味する古い呼称であり、それが付くのがホオズキだ、というものである。貝原益軒が宝永5年(1709)に刊行した『大和本草』には「ホヽツキト云ハホヽト云臭虫コノンテ其葉ニツキテ食スル故ナリ」とあって、どうやらホオヅキカメムシのことを指しているらしい。つまり、ホオズキカメムシの名は、『このカメムシが好んで付く植物に付くところのカメムシ』という循環したものになっている。

## 特徴
体長11-12mmのカメムシ。身体は一様に黒褐色で、体表には短い剛毛を密生している。頭部は小さく、触角は長くて4節、第2節が最も長く、第4節は棍棒状で最も短い。前胸の背面は前に向かって傾き、前の縁には細かな鋸歯状の突起が並ぶ。また正中線に沿ってやや色の淡い縦筋が入る。小楯板は小さめでほぼ正三角形、半翅莢の末端は腹部末端に達し、膜質部は暗褐色で光沢がある。体の腹面と歩脚は背面より色が淡くやや赤みを帯びる。歩脚の腿節が太く、先端の背面に小さな突起がある。特に後脚は大きく膨大している。脛節の基部近くには淡い紋がある。腹部背面は鮮やかな赤褐色をしている。

## 分布
日本では本州、四国、九州と琉球列島に見られ、他に台湾、中国、朝鮮からも知られている。

## 生活史
年1化性、ないし2化性と見られる。成虫は4月末から5月にかけて食草の上に出現し、産卵をする。卵は長径1.4mmのハマグリ形で金色の光沢がある。10-30個を葉の裏に少し間を開けて産卵する。若齢幼虫は全体に白い粉を纏うが、老熟幼虫は成虫に似ている。幼虫は6-7月に多いが9月まで見られる。新成虫は8月下旬から出現する。

### 産卵習性
後述するように、本種の雌成虫は食草の上に集団を作り、1頭の雄がそれらを防衛し、交尾するハレムを作る。雌成虫は産卵をハレムのある株で行うこともあるものの、別の株に移動して産卵することがしばしばある。しかもその先は雌の密度の低い株であることが多い。雌は産卵が終わると元の株に戻る。さらには食草ではない植物の葉や枯れ葉にも産卵する。孵化した1齢幼虫は卵黄の栄養で成長するから食草は不要なので、栄養を摂取する必要になるのは2齢からとなる。2齢幼虫はとても活発に移動する能力があり、それによって食草を探し出す。雌成虫が成虫のいない場所に産卵する傾向については、卵に寄生する寄生バチが、成虫の放つ集合フェロモンを目当てに卵を探している可能性があり、それからの攻撃を避ける意味があるのではないかとしている。

## 農業害虫として
ナス科のナス、トマト、トウガラシ、ホオズキなど、ヒルガオ科のアサガオ、サツマイモなどが被害を受ける。幼虫は葉と茎から、成虫は茎から吸汁し、大発生すると茎葉の成長が止まる。被害が多いのは6-9月である。
タバコにも成虫は飛来し、根元の茎から吸汁し、また葉に産卵する場合があるが、孵化した幼虫は成長出来ず、実害はない。
ナス科のワルナスビを選り好んで食し、近くに生えている同じナス科作物（ピーマン、トウガラシ等）に、ほとんど寄り付かなかったという観察事例がある。ワルナスビを媒介にして飛来し作物を食害することがあるので、ワルナスビも見つけ次第駆除すべきである。

## 集合性など
本種はその生活史の様々な段階で集団を作る。逆に雄成虫は縄張り性を持つ。

### 若齢幼虫の場合
若齢幼虫は強い集合性があり、特に1齢幼虫では全個体が頭を集団の外側に向けた特有の集団を作る。これは足場の構造などに左右されるものではなく、紙の上に置いても同じような形を取る。この集合の過程を見ると、バラバラにされた幼虫はそれぞれ動き回っているが、たまたま2頭が触れ合うと動きを止め、そこに2頭だけの集団が出来る。するとそれに触れた他個体も次々に動きを止め、集団は次第に大きくなる。その際、触れ合った個体は触角を動かし、相手を確かめるような動作をする。その後にその個体は向きを変え、今度はお尻の方から集団に接触してゆく。このようにして、全個体が群れの外側を向いた集団が形成される。これは個体間の接触による反応と考えられ、それを感知しているのは触角で、幼虫の触角を切り取ると、集合は形成されなくなる。これは先端の説だけを切り取っても同様の効果があるが、片方の触角を残した場合、集団形成は普通に行われたため、明らかに傷による反応ではない。また、多分フェロモンも関係していると思われる。
この幼虫を集団と単独と出飼育した場合、次のような結果が出ている。１齢幼虫は摂食を行わず、卵の栄養のみで成長する。この段階での成長や生存率は集団飼育でも単独飼育でも違いが見られない。しかし摂食を始める2齢から3齢まででは、単独飼育の方が発育が遅れ、またその成育が不均一になる傾向がある。しかし4-5齢では逆に単独飼育の方が成長が早まる。実際の植物の上での観察では、1齢はほとんど動かず、2齢からは動きながら集団を作ったり散らばったりを繰り返したあげく、特定の株に集まって大きな集団を作る。その状態で3-4齢を過ごした後、最終幼虫である5齢では再び移動が始まり、それまで使っていなかった株にも広がるようになる。つまり、集団を形成することで株が悪化し、以降はそれを避けるために集団の形を変えると云った形で、一方では高い密度での利点を得て、その悪影響が出てくると高密度を避けるように動いているらしい。なお、1齢幼虫は移動せずに集団を作るので、同一の卵塊に由来する血縁集団となっている。その限りでは食われた個体が自分を犠牲にして警報フェロモンを発することで他個体の逃亡を助けるのは血縁選択に適い、利他的でないと見なせる。
また、このような幼虫の集団は、天敵が出現すると一気に解消される。例えば本種1齢幼虫の集団にその捕食者であるナミテントウを向けると、テントウが1頭の幼虫に触れた途端、それ以外の個体全てが歩き出したり、あるいはそのまま落下したりといった形でその場から逃れる。この時、全個体が外側を向いている集団はまるで花火が広がるようにして解消する。それらの幼虫は、約1時間後に同じ葉に戻って集団を形成した。テントウムシは獲物を捕らえると、その近隣を集中的に探索する地域集中型探索行動を取るが、この幼虫の動きはそれを逃れる形となっている。集団が離散する刺激は幼虫が発する悪臭であり、これが警報フェロモンとして機能していると考えられる。

### 成虫の場合
成虫では、雌はやはり集団を形成するが、雄は互いに距離を取って生活している。これは雄が縄張りを形成しているためである。雄は雌の集団を含む縄張りを持ち、そこにいる雌と交尾する。縄張り雄を取り去った場合、別の雄が入り込んでそれらと交尾する。他の雄が侵入してきた場合、縄張り雄は素早くその雄に突進し、大抵の場合、それだけで侵入雄は退散する。それでも侵入雄が退散しない場合、両者は後ろ向きに対峙し、その発達した後肢で相手を挟み込もうとする。相手の胴を締め付けようとする戦いは、普通は数分で終了するが、希に1時間を超えるという。その際、両者組み合ったまま地面に落ちることがあり、この時の反応は双方で大いに異なる。縄張り雄は素早く起き直り、出来るだけ早く縄張りに戻ろうとする。侵入雄はそれほど急がず、ゆっくりと元の株か、あるいは別の株へ移動する。
縄張りにあぶれた雄から見ると、交尾の機会は主として縄張りを奪取することである。上記のような闘争の勝敗は、一般に縄張り雄に有利であるが、あぶれ雄の方が相対敵意に身体が大きい場合、縄張り雄の勝率は7割程度である。つまりあぶれ雄は自分より小さな縄張り雄に喧嘩をしかければ、3度に一度は縄張りを奪える。その結果、小型の雄が次第にあぶれることにある。縄張り雄の目を盗んでの交尾はごくまれにしか行われない。また、縄張り雄はそれを見つけるとたとえ自分の交尾中であっても妨害する。
ただし縄張り雄にとって、縄張り防衛は一定のコストを伴う。侵入者が多くなると、縄張り防衛を諦める可能性がある。実験的に野外ケージ内で雄だけを追加する実験を行うと、雄の密度が増えるに連れ、縄張りが崩壊する株が出てきた。それらは雌の数が多く、そのために雄の侵入回数の多い株であり、そのような株では多数のあぶれ雄が集まり、小競り合いをしながらも多くの個体が交尾を行う。この状況下では小型の雄も交尾が可能となった。
雌の集団は平均では2-3頭で、多い場合には10頭を超す。それを縄張りに持つ雄は1日で5頭程度までを相手に交尾が可能である。ただし雌は雄の縄張りに拘束されず、時に株から株へと移動する。他方で集団が居場所を定めると、普通は1週間程度はそこにとどまる。雄は雌がいなくなると、その日のうちに縄張りを放棄する。つまり、雄は雌のいる場所に縄張りを作り、そこにいる雌と交尾する権利を独占するが、雌を占有するわけではない。雌は勝手に縄張りをでることも出来るし、入ってくることも出来る。その点でほ乳類に見られるハレム制とは大きく異なる。
雌が集団を作ることの意味については判断が出ていない。ただ、藤崎は、雌集団が大きいとより大きい雄がそこに縄張りを作る傾向があることなどから、雌は集団を作ることで雄同士を争わせ、より強い雄との交尾の機会を作る意味があり、その意味では性淘汰と言えるのではないかとの見方を示している。
なお、本種の交尾時間は平均で45分ほどで、これはカメムシ類の交尾時間としてはきわめて短いものである。これは上記のように何時来るかわからない侵入者をすぐに追い出すような習性への適応と考えられる。